# József Marosi
József Marosi (* 16. Oktober 1934 in Budapest) ist ein ehemaliger ungarischer Fechter.

## Leben
József Marosi wurde 1955 in Rom mit der Florett-Mannschaft Vizeweltmeister, parallel gewann er mit der Degen-Mannschaft Bronze. Bereits im Jahr zuvor hatte er sich in Luxemburg mit der Florett-Mannschaft Bronze gesichert. Zweimal nahm er an Olympischen Spielen teil. Bei den Olympischen Spielen 1956 in Melbourne erreichte er mit der ungarischen Florett-Equipe die Finalrunde, in der sie gegen Frankreich und Italien das Nachsehen hatte. Das Gefecht um die Bronzemedaille entschied die Mannschaft, die neben Marosi noch aus Endre Tilli, Mihály Fülöp, József Gyuricza, József Sákovics und Lajos Somodi bestand, gegen die Vereinigten Staaten mit 9:5 für sich. Auch mit der Degen-Equipe zog er in die Finalrunde ein, die er gemeinsam mit Lajos Balthazár, Barnabás Berzsenyi, Ambrus Nagy, Béla Rerrich und József Sákovics hinter Italien auf dem Silberrang beendete. 1960 in Rom verpasste er als Vierter mit der Florett-Mannschaft knapp einen weiteren Medaillengewinn.
Seine Schwester Paula Marosi und ihr Mann Ödön Földessy waren ebenfalls beide Olympioniken. Paula Marosi wurde 1964 Olympiasiegerin im Mannschaftswettbewerb mit dem Florett, Földessy ging zweimal bei Olympischen Spielen im Weitsprung an den Start.